# Holden Statesman
Holden Statesman är en personbil, tillverkad i fyra generationer av den australiensiska biltillverkaren Holden sedan 1971.

## HQ/HJ/HX/HZ/WB Statesman (1971-85)
Holden Statesman ersatte företrädaren Brougham från 1971. Bilen hade ny kaross, större än tidigare modeller och Statesman delade dessutom den tre tum längre hjulbasen med Kingswoods kombimodell. Bakhjulsupphängningen hade moderniserats med skruvfjädrar. Statesman marknadsfördes som ett separat märke på hemmamarknaden.

### HQ
HQ Statesman introducerades i juli 1971. Bilen fanns i två utrustningsversioner:
- Statesman Custom
- Statesman De Ville

Custom-versionen hade sexcylindrig basmotor, medan De Ville-versionen hade 308 cui V8 som standard. Största alternativet var Chevrolets 350 cui motor.

### HJ
HJ Statesman introducerades i december 1974. Custom-versionen ströks från programmet och istället tillkom lyxversionen Caprice. V8-motor var nu standard över hela modellprogrammet, som bestod av:
- Statesman De Ville
- Statesman Caprice

### HX
HX Statesman introducerades i juli 1976. Motorerna anpassades till de nya regler för avgasrening som infördes vid halvårsskiftet.

### HZ
HZ Statesman introducerades i december 1977. Den stora nyheten var att hjulupphängningarna modifierats för bättre väghållning.

### WB
WB Statesman introducerades i april 1980. Karossen hade genomgått en omfattande uppdatering. Detta blev den sista modifieringen av de fullstora Holden-bilarna och tillverkningen lades ner i början av 1985.

### Motor
| Modell | Motor              | Cylindervolym | Effekt     | Bränslesystem   |
| ------ | ------------------ | ------------- | ---------- | --------------- |
| HQ     | 6-cyl radmotor ohv | 3298 cm³      | 129-135 hk | Enkel förgasare |
| HQ     | 8-cyl V-motor ohv  | 4140 cm³      | 174-185 hk | Enkel förgasare |
| HQ, HJ | 8-cyl V-motor ohv  | 5044 cm³      | 250 hk     | Enkel förgasare |
| HQ     | 8-cyl V-motor ohv  | 5733 cm³      | 275 hk     | Enkel förgasare |
| HX, HZ | 8-cyl V-motor ohv  | 5044 cm³      | 220 hk     | Enkel förgasare |
| WB     | 8-cyl V-motor ohv  | 5044 cm³      | 171 hk     | Enkel förgasare |

## VQ/VR/VS Statesman (1990-99)
1990 återkom Holden Statesman, nu baserad på Commodore-modellen. Bilen hade samma långa hjulbas som Commodore-kombin och hade dessutom individuell hjulupphängning bak. Karossen hade en helt egen formgivning av taklinjen och bagageutrymmet. Modellprogrammet bestod av två versioner:
- Holden Statesman
- Holden Caprice

### VQ
VQ Statesman introducerades i mars 1990. Första tiden var Holdens egen V8-motor standard på bägge modellerna, men från december 1991 infördes Buicks V6:a som alternativ till Statesman.

### VR
VR Statesman introducerades i mars 1994. Bilen uppdaterades på samma sätt som motsvarande VR Commodore, med bland annat modifierad framvagn.

### VS
VS Statesman introducerades i april 1995. Det var bara en lätt ansiktslyftning, men Buick-sexan genomgick en grundlig uppdatering. Från september 1996 kunde den dessutom levereras med kompressor, även i den lyxiga Caprice.

### Motor
| Modell | Motor             | Cylindervolym | Effekt     | Bränslesystem                  |
| ------ | ----------------- | ------------- | ---------- | ------------------------------ |
| VQ, VR | 6-cyl V-motor ohv | 3791 cm³      | 170 hk     | Bränsleinsprutning             |
| VQ, VR | 8-cyl V-motor ohv | 4987 cm³      | 225 hk     | Bränsleinsprutning             |
| VS     | 6-cyl V-motor ohv | 3791 cm³      | 200 hk     | Bränsleinsprutning             |
| VS     | 6-cyl V-motor ohv | 3791 cm³      | 224 hk     | Bränsleinsprutning, kompressor |
| VS     | 8-cyl V-motor ohv | 4987 cm³      | 225-252 hk | Bränsleinsprutning             |

## WH/WK/WL Statesman (1999-2006)
Tredje generationen Statesman kom först 1999, två år efter motsvarande Commodore-version. Bilen tillverkades även med vänsterstyrning för export till Mellanöstern, där den såldes som Chevrolet Caprice. Från 2005 såldes bilen även i Kina, under namnet Buick Roayum och i Sydkorea, under namnet Daewoo Statesman.

### WH
WH Statesman introducerades i juni 1999. V6-motorn hämtades från företrädaren, men Holdens gamla V8-motor ersattes av en nyutvecklad V8 från GM i USA.

### WK
WK Statesman introducerades i april 2003. Bilen fick modifierad kaross, med ny front och akter.

### WL
WL Statesman introducerades i augusti 2004. Liksom Commodore fick bilen en modern V6:a, med överliggande kamaxlar och fyra ventiler per cylinder.

### Motor
| Modell | Motor              | Cylindervolym | Effekt | Bränslesystem                  |
| ------ | ------------------ | ------------- | ------ | ------------------------------ |
| WH, WK | 6-cyl V-motor ohv  | 3791 cm³      | 200 hk | Bränsleinsprutning             |
| WH, WK | 6-cyl V-motor ohv  | 3791 cm³      | 233 hk | Bränsleinsprutning, kompressor |
| WH, WK | 8-cyl V-motor ohv  | 5667 cm³      | 306 hk | Bränsleinsprutning             |
| WL     | 6-cyl V-motor DOHC | 3565 cm³      | 258 hk | Bränsleinsprutning             |
| WL     | 8-cyl V-motor ohv  | 5667 cm³      | 320 hk | Bränsleinsprutning             |

## WM/WN (2006-17)
2006 presenterades den senaste generationen Statesman. Återigen delar den teknik med Commodore-modellen, men med en längre hjulbas. Bilen fortsätter att exporteras och säljas under andra märkesnamn, som Chevrolet Caprice, Buick Park Avenue och Daewoo Veritas.

### WM
WM Statesman introducerades i juli 2006, samtidigt som motsvarande Commodore-version.

### WN
Under 2013 introducerades den uppdaterade WN Caprice. Den enklare Statesman är borta från marknaden och General Motors har meddelat att produktionen av de stora bakhjulsdrivna Holdenbilarna kommer att upphöra under 2017.

### Motor
| Modell | Motor              | Cylindervolym | Effekt | Bränslesystem      |
| ------ | ------------------ | ------------- | ------ | ------------------ |
| WM     | 6-cyl V-motor DOHC | 3565 cm³      | 265 hk | Bränsleinsprutning |
| WM, WN | 6-cyl V-motor DOHC | 3565 cm³      | 286 hk | Direktinsprutning  |
| WM, WN | 8-cyl V-motor ohv  | 5967 cm³      | 367 hk | Bränsleinsprutning |

## Bilder

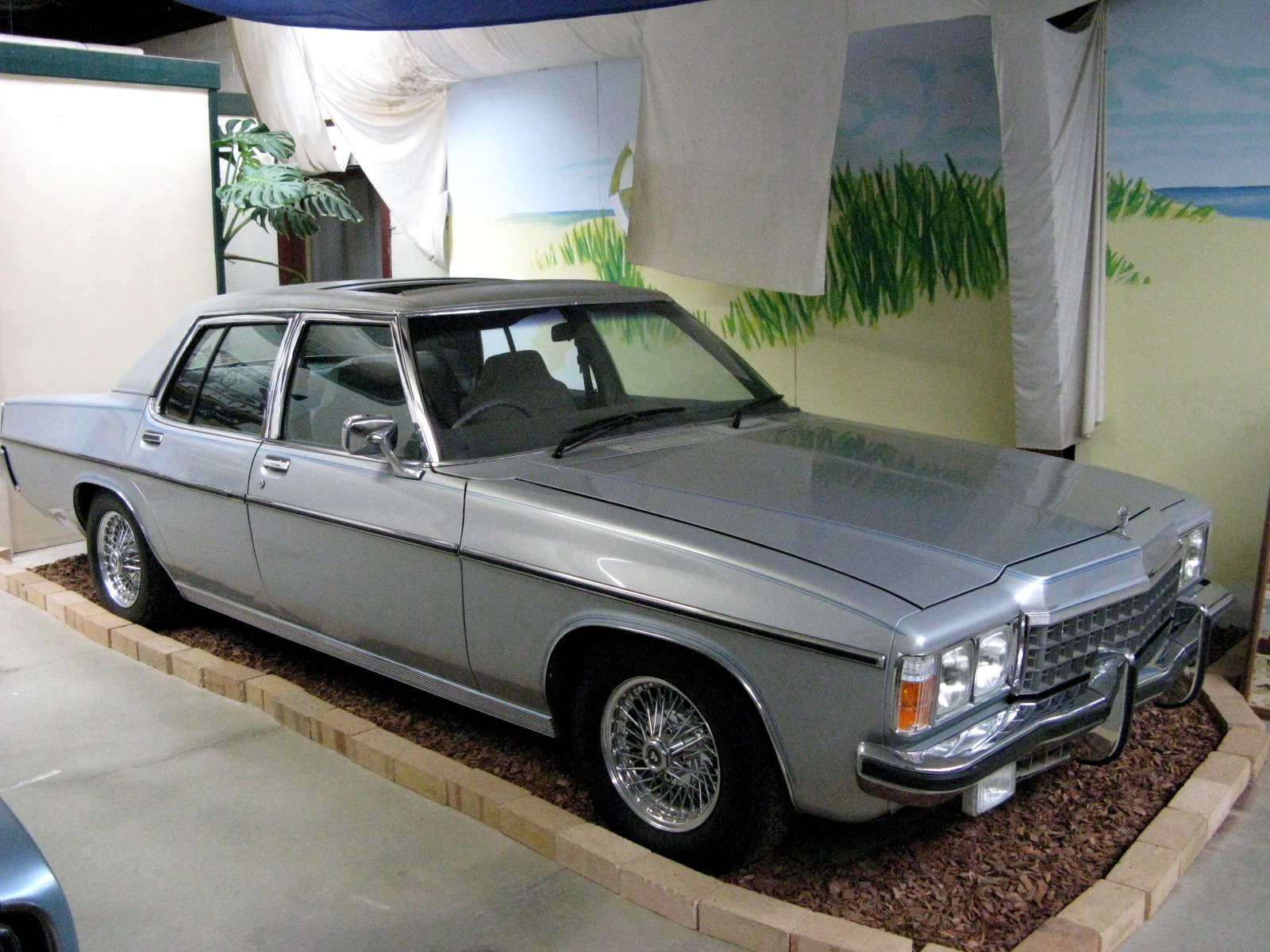
HJ Statesman
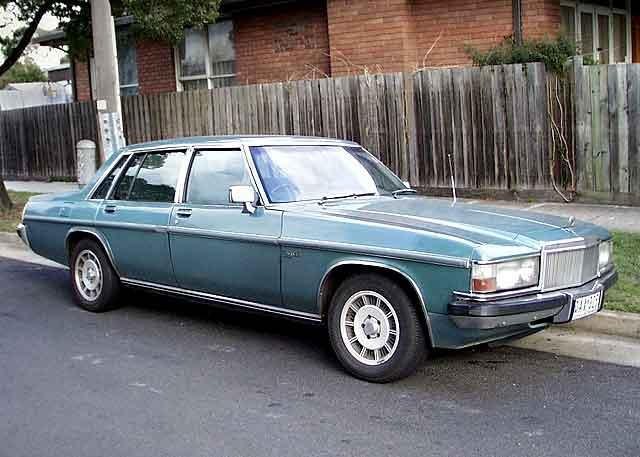
WB Caprice
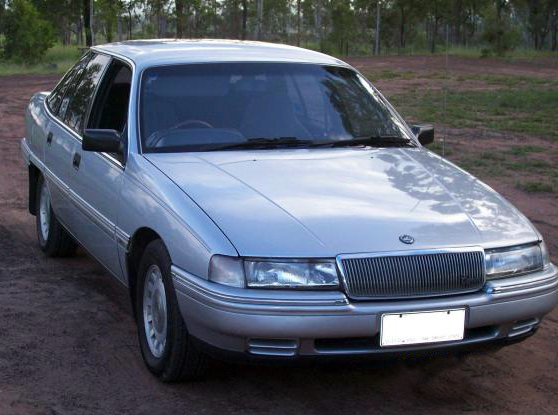
VQ Caprice
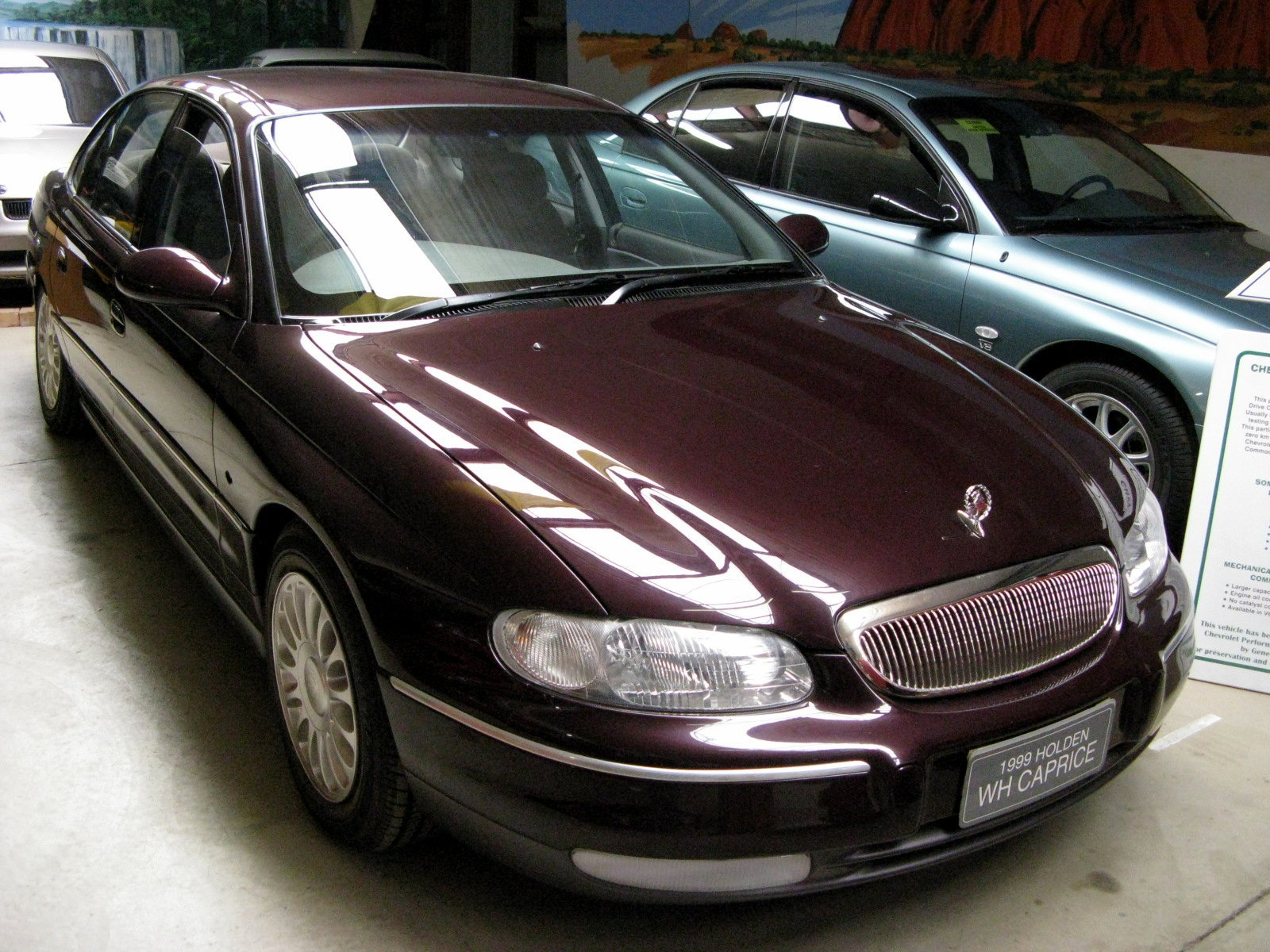
WH Caprice
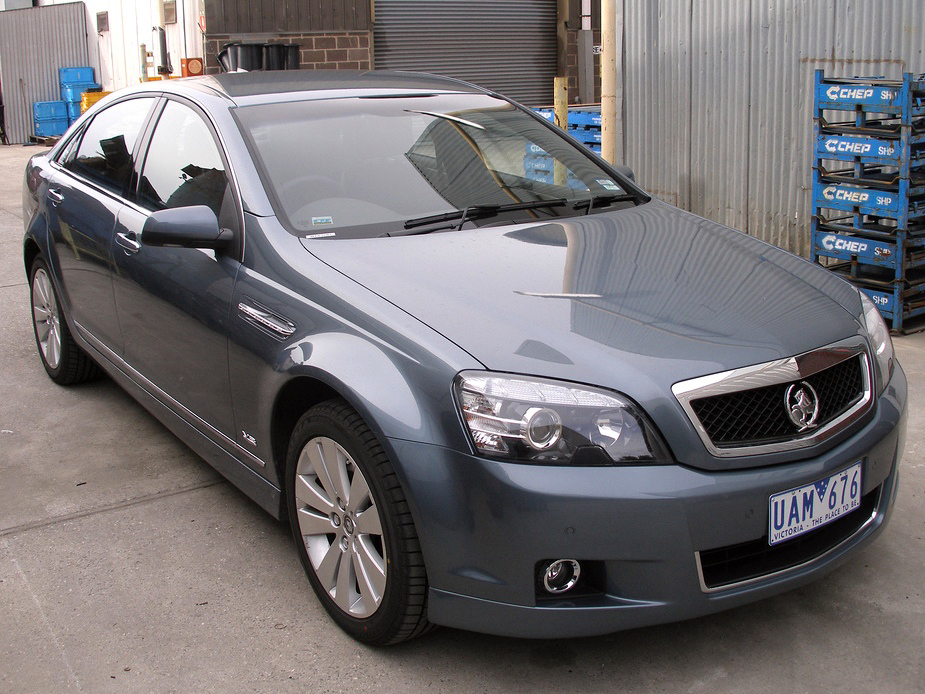
WM Caprice
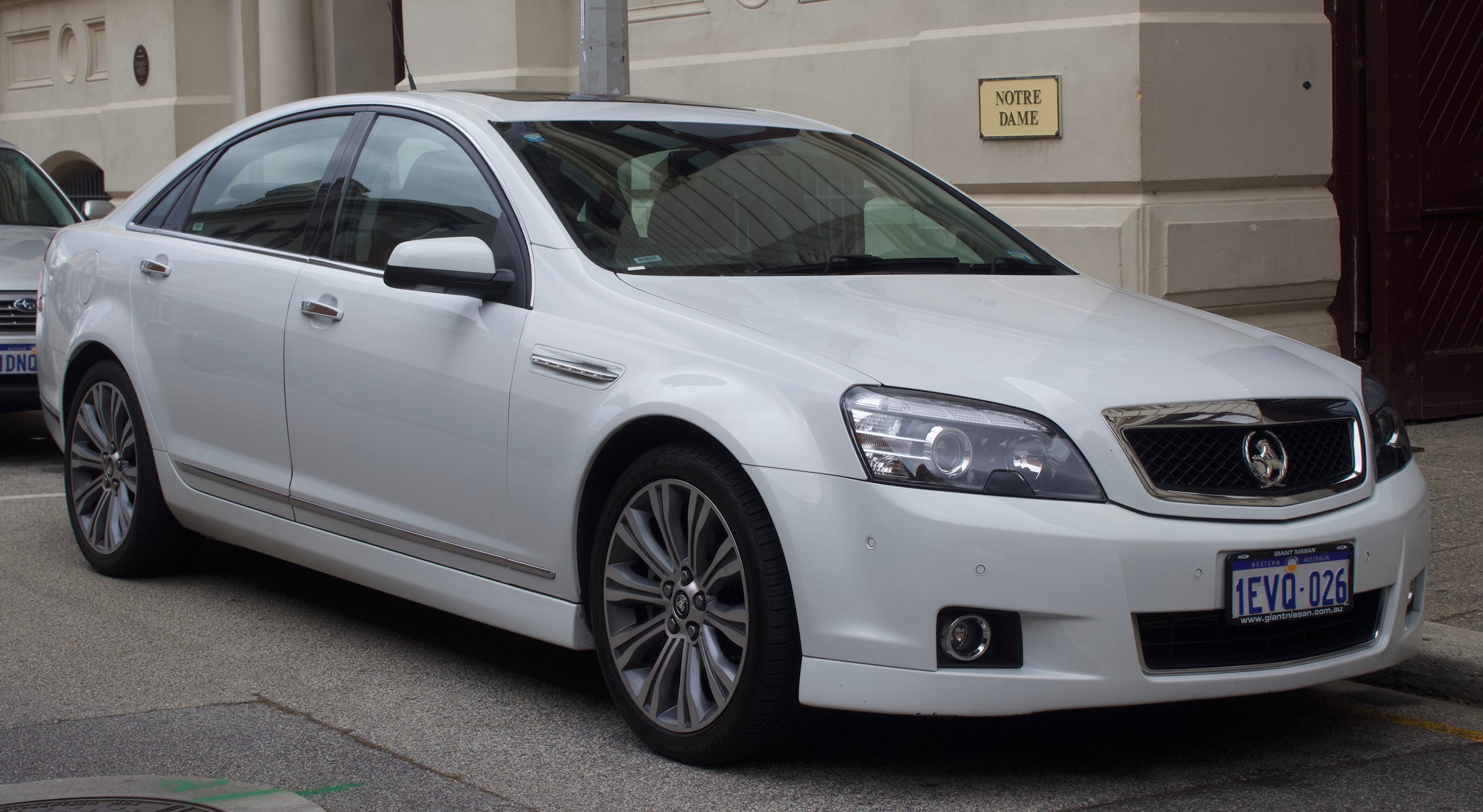
WN Caprice